# جوزيف درابر
جوزيف درابر (بالإنجليزية: Joseph Draper)‏ (و. 1794 – 1834 م) هو سياسي، ومحام من الولايات المتحدة الأمريكية ولد في مقاطعة وايذ.